# Chloé Dépouilly
Chloé Dépouilly (Reims, 6 de diciembre de 1990) es una patinadora artística sobre hielo francesa que goza también de la ciudadanía sudafricana; que compite en la categoría de femenino solitario. Ha representado a Francia y a Sudáfrica durante su carrera competitiva. 
Hija del campeón de patinaje francés Laurent Dépouilly, Dépouilly terminó segunda en los Campeonatos de Patinaje Artístico Sobre Hielo de Francia en 2008. Más tarde terminó segunda en los Campeonatos de Patinaje Artístico sobre Hielo de Sufáfrica en 2012.